# Clephydroneura gravelyi
Clephydroneura gravelyi är en tvåvingeart som beskrevs av Joseph och Parui 1979. Clephydroneura gravelyi ingår i släktet Clephydroneura och familjen rovflugor.
Artens utbredningsområde är Maharashtra (Indien). Inga underarter finns listade i Catalogue of Life.